# منتخب قبرص لكأس ديفيز
منتخب قبرص لكأس ديفيز هو ممثل قبرص الرسمي في كرة المضرب في كأس ديفيز.